# Varanger
Varanger ist die Gegend im äußersten Nordosten Norwegens. Sie besteht aus der Varanger-Halbinsel, dem Varangerfjord und dessen südlichem Uferstreifen (Sør-Varanger) und gehört zur Provinz Finnmark.
Größere Orte sind Berlevåg, Vardø, Vadsø (Hauptstadt der Provinz) und Kirkenes. Die Haupterwerbszweige sind heute der Fischfang und Tourismus. Die Gewinnung von Eisenerz in einer Grube bei Kirkenes (Bjørnevatn) wurde im Jahr 1996 eingestellt, aber inzwischen wieder aufgenommen. Kirkenes ist der nördliche Wendepunkt der Hurtigruten-Schiffe. 
Ein Teil der Halbinsel gehört zum Varangerhalvøya-Nationalpark.

## Galerie

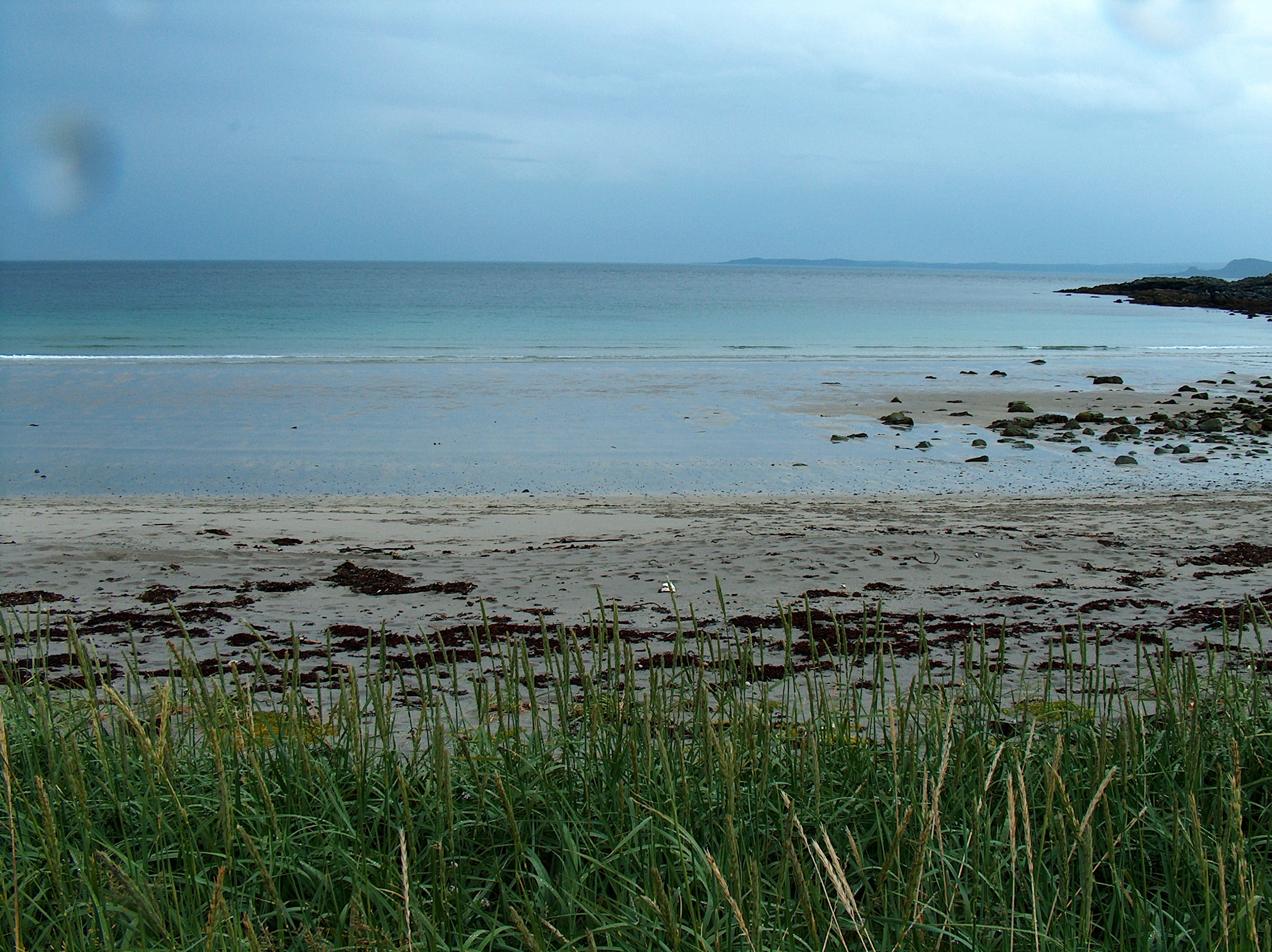
Arktischer Strand bei Hamningberg
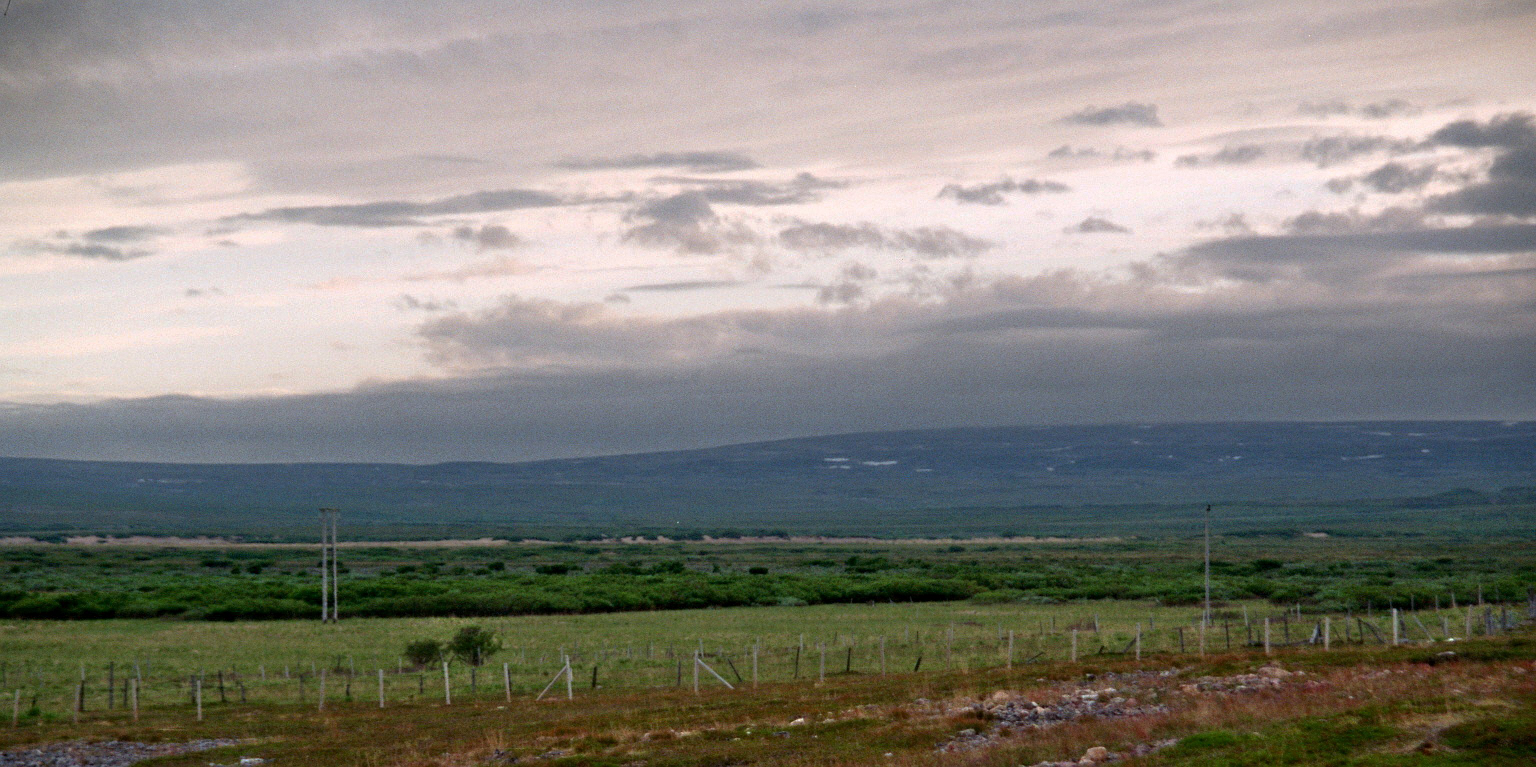
An der Nordküste des Varangerfjords zwischen Vardø und Vadsø
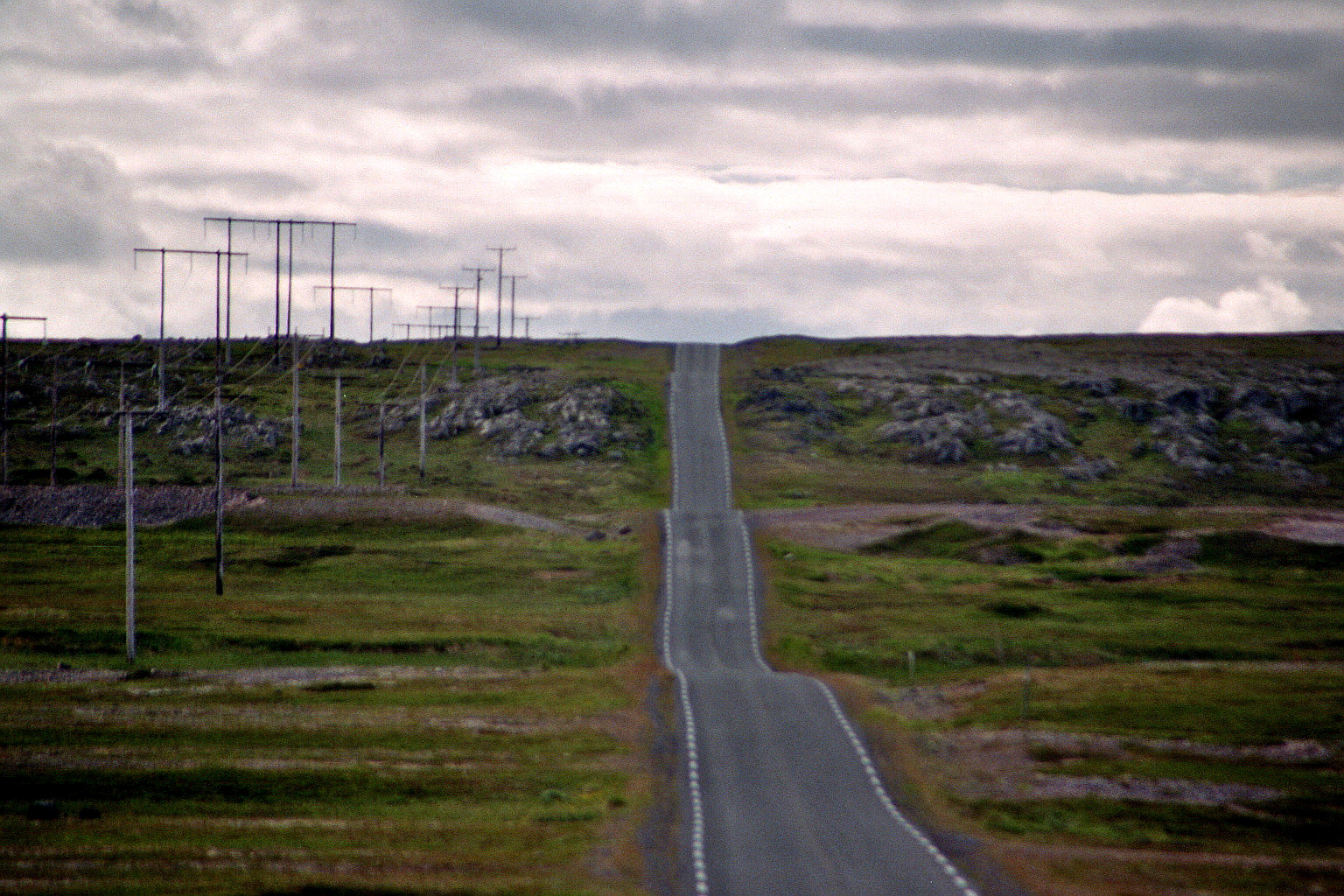
Regionalstraße von Vardø nach Hamningberg